# Ángel Rubio Secades
Ángel Rubio Secades (Oviedo, 27 de septiembre de 1965), es un físico español, quien actualmente lleva el cargo de director del Departamento de Teoría en el Instituto Max-Planck para estructura y dinámica de la materia en Hamburgo, Alemania y de Distinguido Científico de Investigación en el Centro de Física Cuántica Computacional (Center for Computational Quantum Physics (CCQ)) en el Instituto Flatiron de la Simons Foundation en Nueva York, EE. UU.
Ángel Rubio obtuvo su Licenciatura en Física y posteriormente su grado de Doctorado en Física (summa cum laude) en la Universidad de Valladolid, España.
A lo largo de su carrera Ángel Rubio ha sido nombrado profesor de Física de la Materia Condensada en la Facultad de Ciencias Químicas de la UPV/EHU así como director del Nano-Bio Spectroscopy Group en la misma institución. En 2016 fue nombrado profesor en la Universidad de Hamburgo. Es miembro fundador del European Theoretical Spectroscopy Facility y ha realizado numerosas renombradas estadías de investigación dentro y afuera de Europa (Miller Visiting Professorship en la UC Berkeley, Humboldt Professorship, FU Berlin, por nombrar algunas).

## Honores y premios
- 1992 - Premio otorgado por la Sociedad Española de Física a jóvenes investigadores.
- 2005 - Premio de Investigación Friedrich Wilhelm Bessel otorgado por la Fundación Alexander von Humboldt.
- 2006 - Premio DuPont de la Ciencia.
- 2014 - Premio Rey Jaime I.[4]
- 2018 - Premio Max Born del Instituto de Física y de la Sociedad Alemana de Física.[5]

Adicionalmente Ángel Rubio ha recibido consecutivamente dos Advanced Grants del Consejo Europeo de Investigación, que son otorgadas a científicos con un historial sobresaliente en los últimos 10 años de sus carreras de investigación.
- 2011 - 2016 DYnamo
- 2016 - 2021 Q-Spec-NewMat

## Publicaciones
Ángel Rubio es coeditor de varios procedimientos y libros de conferencias y autor de más de 490 artículos con más de 30 000 citas (2019).

### Libros
- R. Vajtai, X. Amymerich, L.B. Kish and A. Rubio (Ed.): Nanotechnology, SPIE Volume 5118 (2003), ISBN 978-0-819-44978-8.
- M. A. L. Marqués, C. A. Ullrich, F. Nogueira, A. Rubio, K. Burke and E. K. U. Gross (Ed.): Time Dependent Density Functional Theory (TDDFT), Lecture Notes in Physics, Springer Verlag Vol. 706 (2006), ISBN 978-3-540-35422-2.
- M. A. L. Marqués, N. Maitra, F. Nogueira, E. K. U. Gross, A. Rubio (Ed.): Fundamentals of Time-Dependent Density Functional Theory, Lecture Notes in Physics, Springer Verlag Vol. 837 (2012), ISBN 978-3-642-23517-7.
- Su-Huai Wei, Angel Rubio, Hong Guo, Lei Lie (Ed.): Computational Semiconductor Materials Science, Cambridge University Press, MRS Vol. 1370 (2012), ISBN 978-1-605-11347-0.

### Artículos (selección)

#### Teoría QEDFT (últimos 5 años)
- Michael Ruggenthaler, Nicolas Tancogne-Dejean, Johannes Flick, Heiko Appel y Angel Rubio: From a quantum-electrodynamical light–matter description to novel spectroscopies. En: Nature Reviews Chemistry 2 (3), 0118, marzo de 2018. https://doi.org/10.1038/s41570-018-0118
- Johannes Flick, Michael Ruggenthaler, Heiko Appel y Angel Rubio: Atoms and molecules in cavities, from weak to strong coupling in quantum-electrodynamics (QED) chemistry. En: PNAS Marzp 21, 2017 114 (12) 3026-3034. https://doi.org/10.1073/pnas.1615509114
- Hannes Hübener, Michael A. Sentef, Umberto De Giovannini, Alexander F. Kemper y Angel Rubio: Creating stable Floquet–Weyl semimetals by laser-driving of 3D Dirac materials. IEn: Nature Communications volume 8, Article number: 13940. Enero, 2017. https://doi.org/10.1038/ncomms13940

#### Materiales 2D
- Michael A. Sentef, Michael Ruggenthaler y Angel Rubio: Cavity quantum-electrodynamical polaritonically enhanced electron-phonon coupling and its influence on superconductivity. En: Sciences Advances Vol. 4 No. 11 eaau6969, noviembre de 2018. https://doi.org/10.1126/sciadv.aau6969
- Nicolas Tancogne-Dejean y Angel Rubio: Atomic-like high-harmonic generation from two-dimensional materials. En: Sciences Advances Vol. 4 No. 2 eaao5207. https://doi.org/10.1126/sciadv.aao5207
- Peizhe Tang, Pengcheng Chen, Wendong Cao, Huaqing Huang, Seymur Cahangirov, Lede Xian, Yong Xu, Shou-Cheng Zhang, Wenhui Duan y Angel Rubio: Stable two-dimensional dumbbell stanene: A quantum spin Hall insulator. En; Phys. Rev. B 90, 121408(R), septiembre de 2014. https://doi.org/10.1103/PhysRevB.90.121408
- María Eugenia Dávila, Lede Xian, Seymour Cahangirov, Angel Rubio y Guy Le Lay: Germanene: a novel two-dimensional germanium allotrope akin to graphene and silicene. En: New Journal of Physics, Volume 16, septiembre de 2014. https://doi.org/10.1088/1367-2630/16/9/095002
- X Blase, Angel Rubio, Steven G. Louie y Marvin L. Cohen: Quasiparticle band structure of bulk hexagonal boron nitride and related systems. En: Phys. Rev. B 51, (11), 6868. APS

#### Nanotubos
- Angel Rubio, Jennifer L. Corkill, Marvin L. Cohen: Theory of graphitic boron nitride nanotubes. En:  Phys. Rev. B 49, Nr. 7, febrero de 1994, S. 5081-5084. https://doi.org/10.1103/PhysRevB.49.5081.
- X Blase, Angel Rubio, Steven G. Louie y Marvin L. Cohen: Stability and band gap constancy of boron nitride nanotubes. En: EPL (Europhysics Letters) 28 (5), 335. https://doi.org/10.1209/0295-5075/28/5/007
- E. Hernández, C. Goze, P. Bernier y A. Rubio: Elastic Properties of C and Bx Cy Nz Composite Nanotubes. En: Phy. Rev. Lett. Vol. 80, Nr. 20, mayo de 1998, S. 4502-4505. https://doi.org/10.1103/PhysRevLett.80.4502.
- Ludger Wirtz, Andrea Marini y Ángel Rubio: Excitons in Boron Nitride Nanotubes: Dimensionality Effects. En: Phys. Rev. Lett. 96, 126104. Marzp 2006. https://doi.org/10.1103/PhysRevLett.96.126104

#### Desarrollo de códigos científicos
- Xavier Andrade, David Strubbe, Umberto De Giovannini, Ask Hjorth Larsen, Micael J. T. Oliveira, Joseba Alberdi-Rodriguez, Alejandro Varas, Iris Theophilou, Nicole Helbig, Matthieu J. Verstraete, Lorenzo Stella, Fernando Nogueira, Alán Aspuru-Guzik, Alberto Castro, Miguel A. L. Marqués y  Angel Rubio: Real-space grids and the Octopus code as tools for the development of new simulation approaches for electronic systems En: Phys. Chem. Chem. Phys., 2015,17, 31371-31396. https://doi.org/10.1039/C5CP00351B
- Miguel A.L. Marqués, Alberto Castro, George F. Bertsch y Angel Rubio: octopus: a first-principles tool for excited electron–ion dynamics. En: Computers Physics Communications Vol. 151, Issue 1 P.p. 60-78. Marzo 2003. https://doi.org/10.1016/S0010-4655(02)00686-0
- Alberto Castro, Heiko Appel, Micael J. T. Oliveira, Carlo A. Rozzi, Xavier Andrade, Florian Lorenzen, Miguel A. L. Marqués, E. K. U. Gross y Angel Rubio: octopus: a tool for the application of time‐dependent density functional theory. En: Physical status solidi (b) Vol. 243, Issue 11. Junio 2006. https://doi.org/10.1002/pssb.200642067